# Rue de Tolbiac
La rue de Tolbiac est une voie du 13e arrondissement de Paris.

## Situation et accès
Elle part de l’avenue de France et traverse tout l'arrondissement d’est en ouest jusqu’à la limite du 14e arrondissement, où elle prend le nom de « rue d’Alésia ». Sa longueur est de 2 715 mètres et sa largeur de 20 à 34 mètres.
La rue de Tolbiac est l'un des principaux axes du sud de l'arrondissement, dont elle traverse le quartier Paris Rive Gauche (au niveau de la rue Neuve-Tolbiac), le quartier asiatique du 13e et le quartier de la Maison-Blanche. C'est aussi un élément d'un axe important qui traverse les arrondissements extérieurs de la rive gauche via les rues d’Alésia, de Vouillé et de la Convention.
Elle est de largeur variable :
- 20 m entre l’avenue de France et la rue de Patay.
- 34 m entre la rue de Patay et la rue du Moulin-des-Prés.
- 20 m entre la rue du Moulin-des-Prés et la rue Barrault.
- 27 m entre la rue Barrault et la rue de la Glacière.

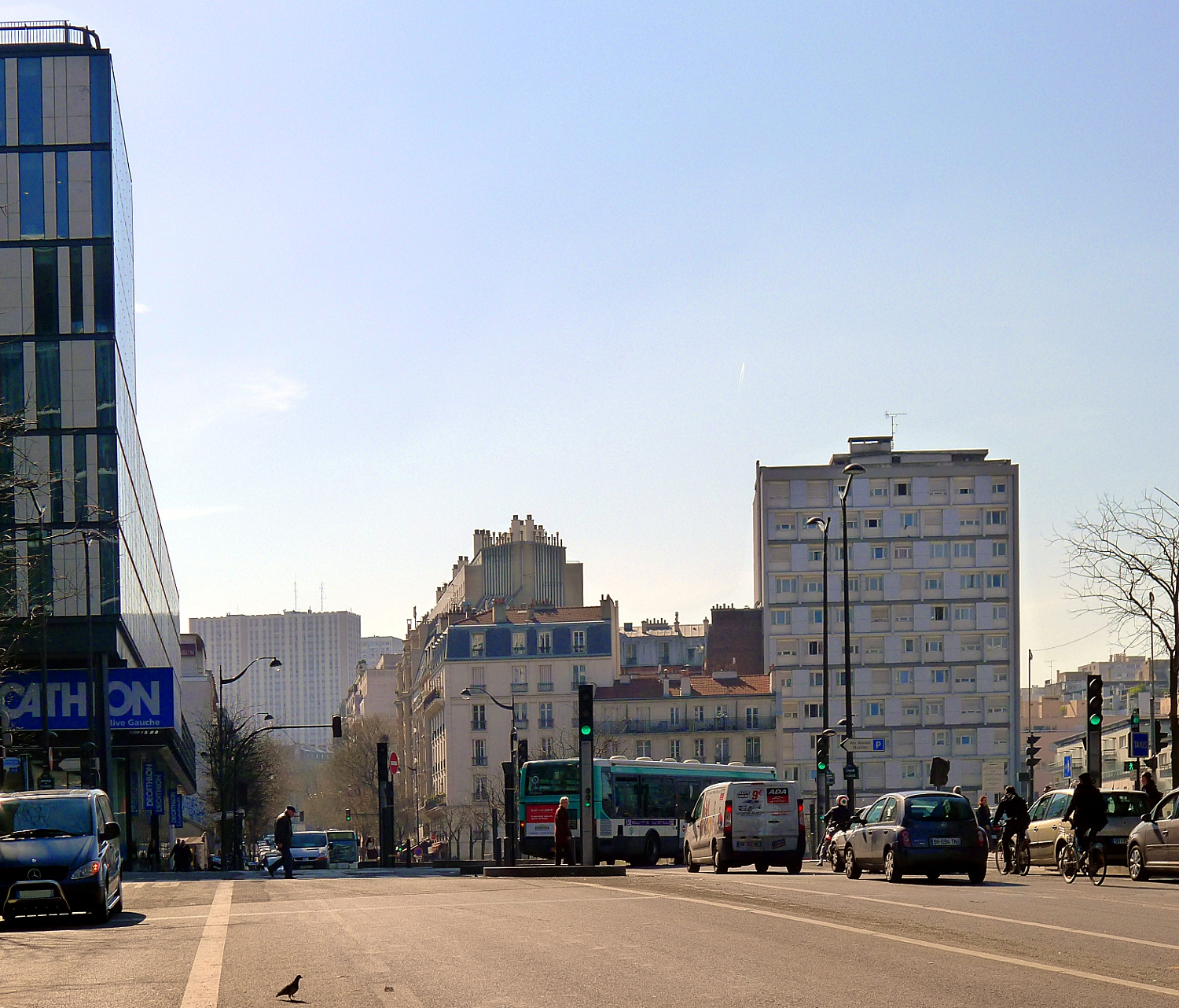
Rue de Tolbiac au niveau de l'avenue de France.
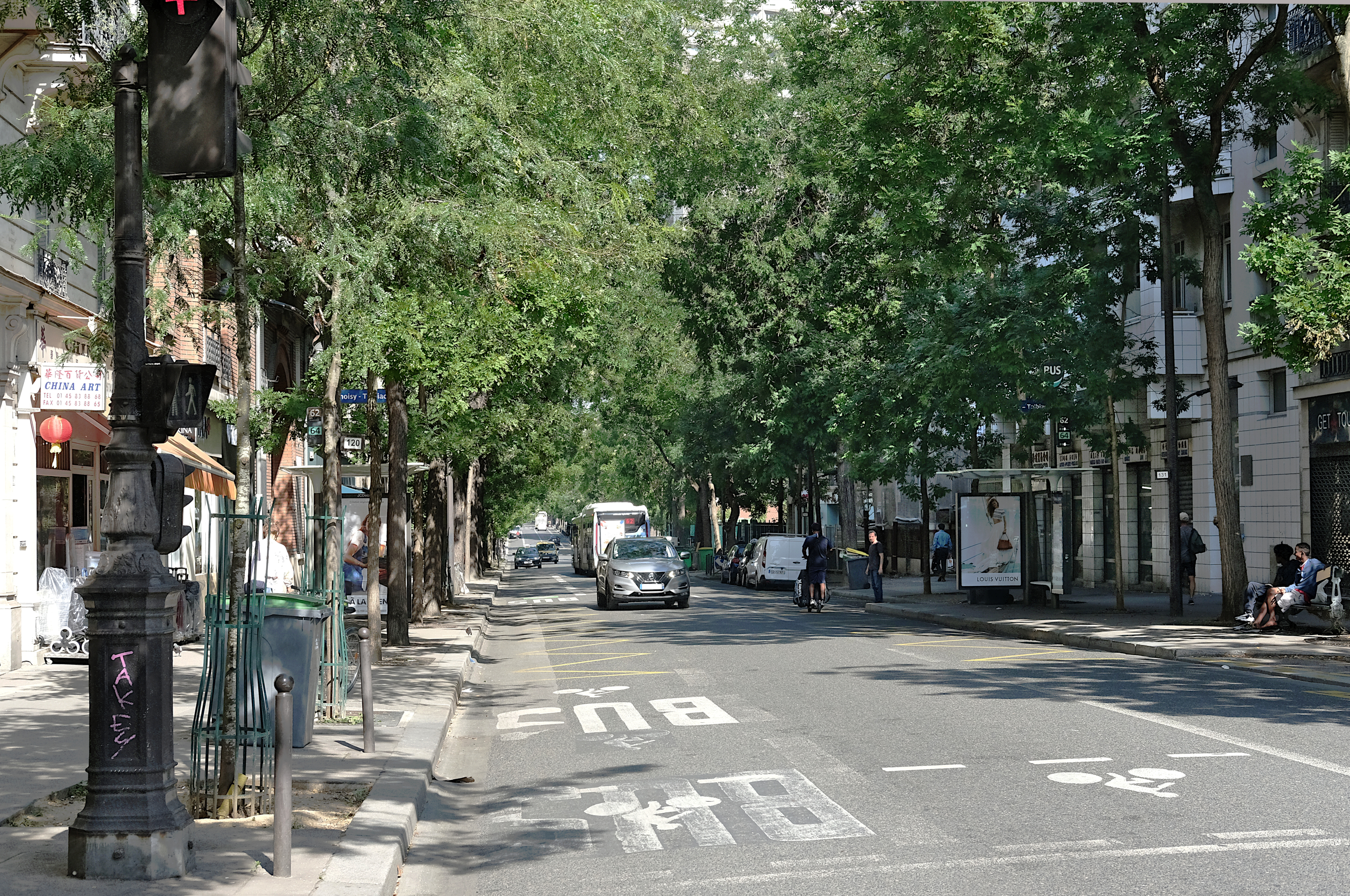
La rue au niveau du carrefour avec l'avenue de Choisy.
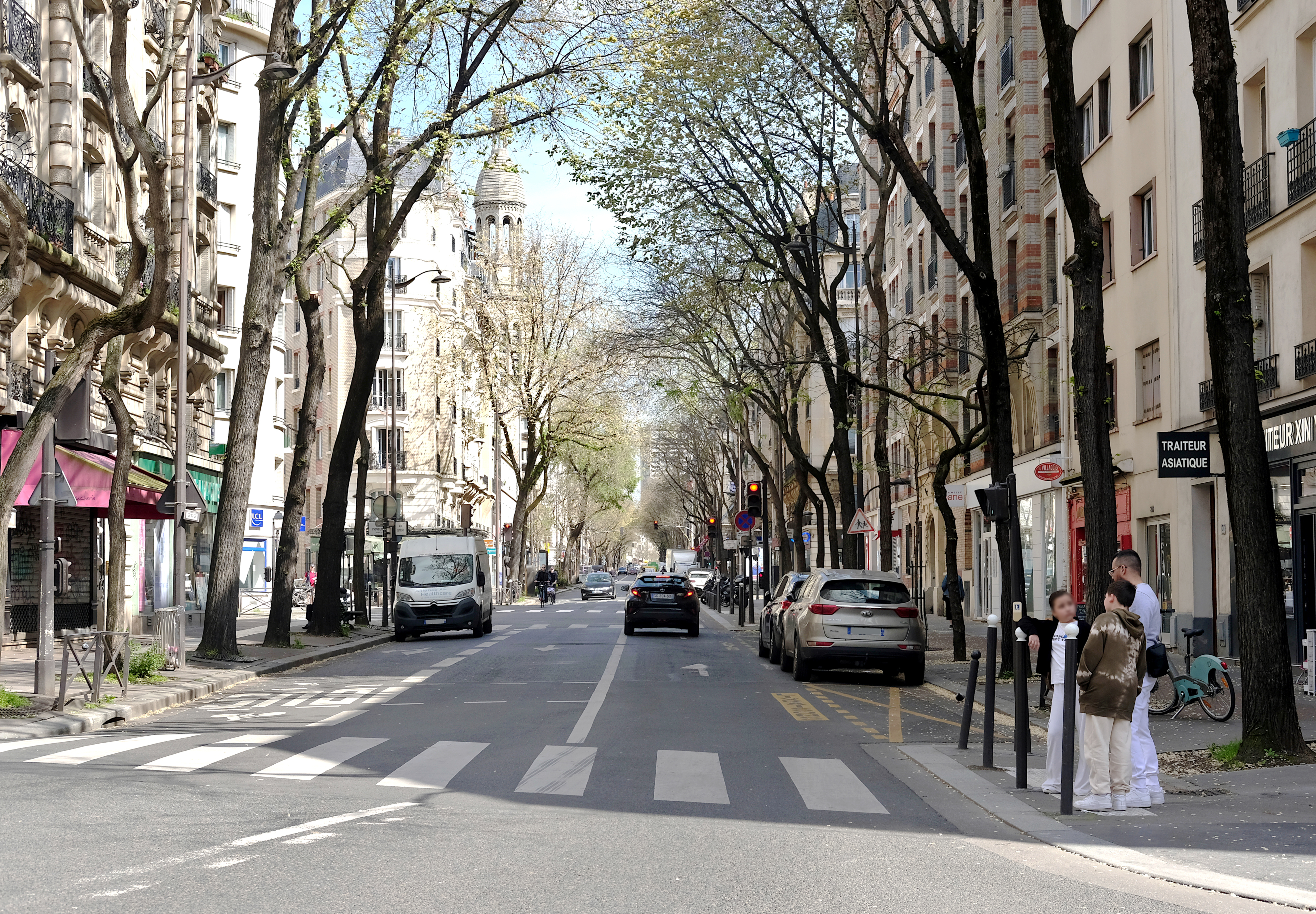
La rue de Tolbiac au niveau de la rue de l'Espérance, à proximité de l'église Sainte-Anne de la Butte-aux-Cailles.

## Origine du nom
Cette rue doit son nom à la bataille de Tolbiac, victoire remportée par Clovis en 496 contre les Alamans. La ville de Tolbiac, qui porte aujourd'hui le nom de Zülpich, se trouve dans la région de Cologne, en Allemagne.

## Historique
Cette rue devait à l'origine faire partie d'une nouvelle voie circulaire intermédiaire entre les anciens boulevards extérieurs et les boulevards des Maréchaux, voie circulaire dont seule la partie rive gauche a été achevée.
La rue de Tolbiac a été tracée en plusieurs tronçons à la fin du XIXe siècle :
- la première partie est ouverte en 1863 entre la rue du Château-des-Rentiers et l'avenue d’Italie sous le nom de « rue du Transit » avant de prendre le nom de « rue de Tolbiac » le 10 août 1868[1] ;

- la deuxième partie est ouverte en 1875 entre l'avenue d’Italie et la rue de la Glacière ;
- la troisième partie est ouverte en 1877 entre les rues de Richemont et de Patay ;
- la quatrième partie est ouverte en 1884 entre les rues de Patay et du Dessous-des-Berges ;
- la cinquième partie est ouverte en 1887 entre les rues du Château-des-Rentiers et de Richemont ;
- la sixième partie est ouverte en 1892 entre le quai de la Gare et la rue du Dessous-des-Berges.

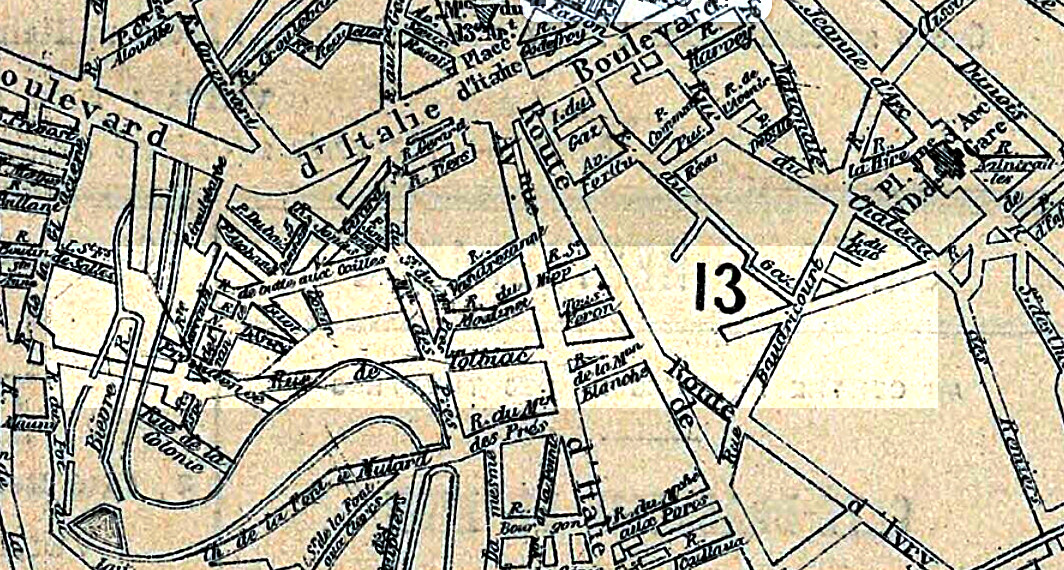
La rue Tolbiac, encore partielle, sur le plan de A. Martin de 1878.

La partie de la rue ouverte en 1875 était établie sur un viaduc enjambant la vallée où coulait à l'air libre la Bièvre morte (bras correspondant au cours primitif de la rivière) à l'emplacement des rues Vergniaud et Wurtz, sur un remblai de l'emplacement de l'église Sainte-Anne jusqu'à la rue Damesne et sur un pont de pierre franchissant la rue du Moulin des Prés avec des escaliers latéraux permettant aux piétons de passer d'une rue à l'autre. La Bièvre vive (bras vif artificiel surélevé destiné à l'alimentation des moulins) qui formait auparavant une boucle au nord de la rue de Tolbiac de l'emplacement de l'église Sainte-Anne à la rue du Moulin des prés fut déviée sur cette partie le long du remblai au sud de la rue, le méandre étant remblayé. 

La différence de niveau entre la rue de Tolbiac et le fond de la vallée était de 11 mètres à l'emplacement des rues Vergniaud et Wurtz ouvertes postérieurement, de 19 mètres rue du Moulin des Prés. Les deux bras de la Bièvre furent supprimés, le dernier bief celui de la Glacière en 1912, et la vallée fut progressivement remblayée à la fin du XIXe siècle et au début du XXe siècle mettant le quartier avoisinant au même niveau. Les immeubles haussmanniens bordant la rue datent de cette époque.
Ce quartier initialement peu peuplé a été le siège d'industries diverses et en particulier une usine d'instruments de précision (usine Louis Billant) devenue une usine d'armement (grenade P1) lors de la Première Guerre mondiale, qui a été transférée à la suite d'un accident sévère le 20 octobre 1915, ayant fait quarante-trois morts, et quatre-vingt-dix-sept blessés, dévastant les immeubles alentour,.
Le 2 juin 1918, durant la Première Guerre mondiale des bombardiers allemands lancent, une torpille qui explose au no 152 rue de Tolbiac.
Dans le cadre de l'opération Paris Rive Gauche, la partie de la rue qui allait du quai jusqu'à l'avenue de France a été renommée « rue Neuve-Tolbiac ». Roland Schweitzer est l'architecte-coordinateur de l'ensemble du quartier Tolbiac. Plus tard en 2012, sa fille Marie Schweitzer poursuit les aménagements du quartier, notamment avec des surélévations en bois pour le centre social de Tolbiac.

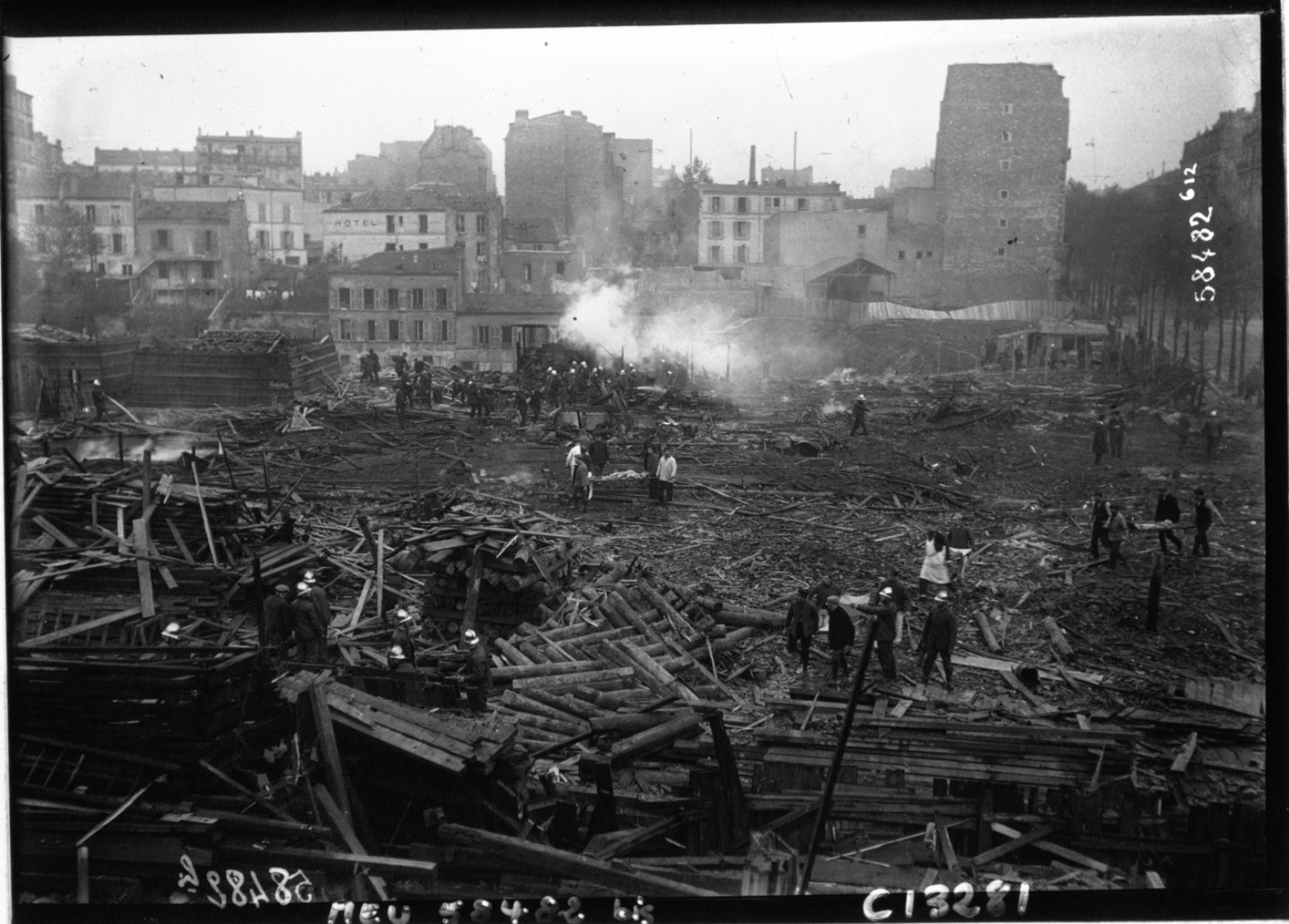
La catastrophe de la rue de Tolbiac le 20 octobre 1915.
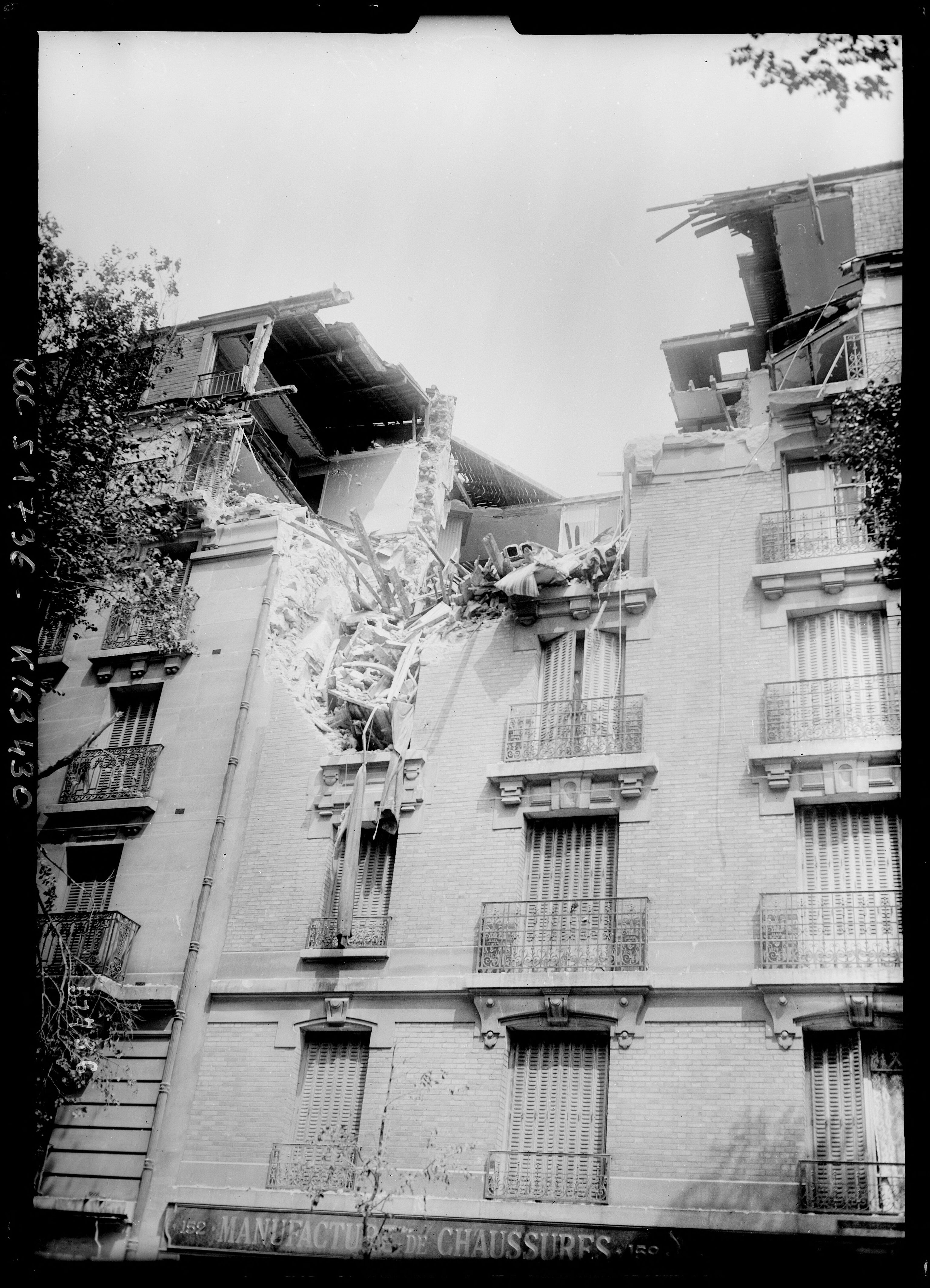
Dégâts dus aux bombardements du 2 juin 1918 au no 152 rue de Tolbiac.
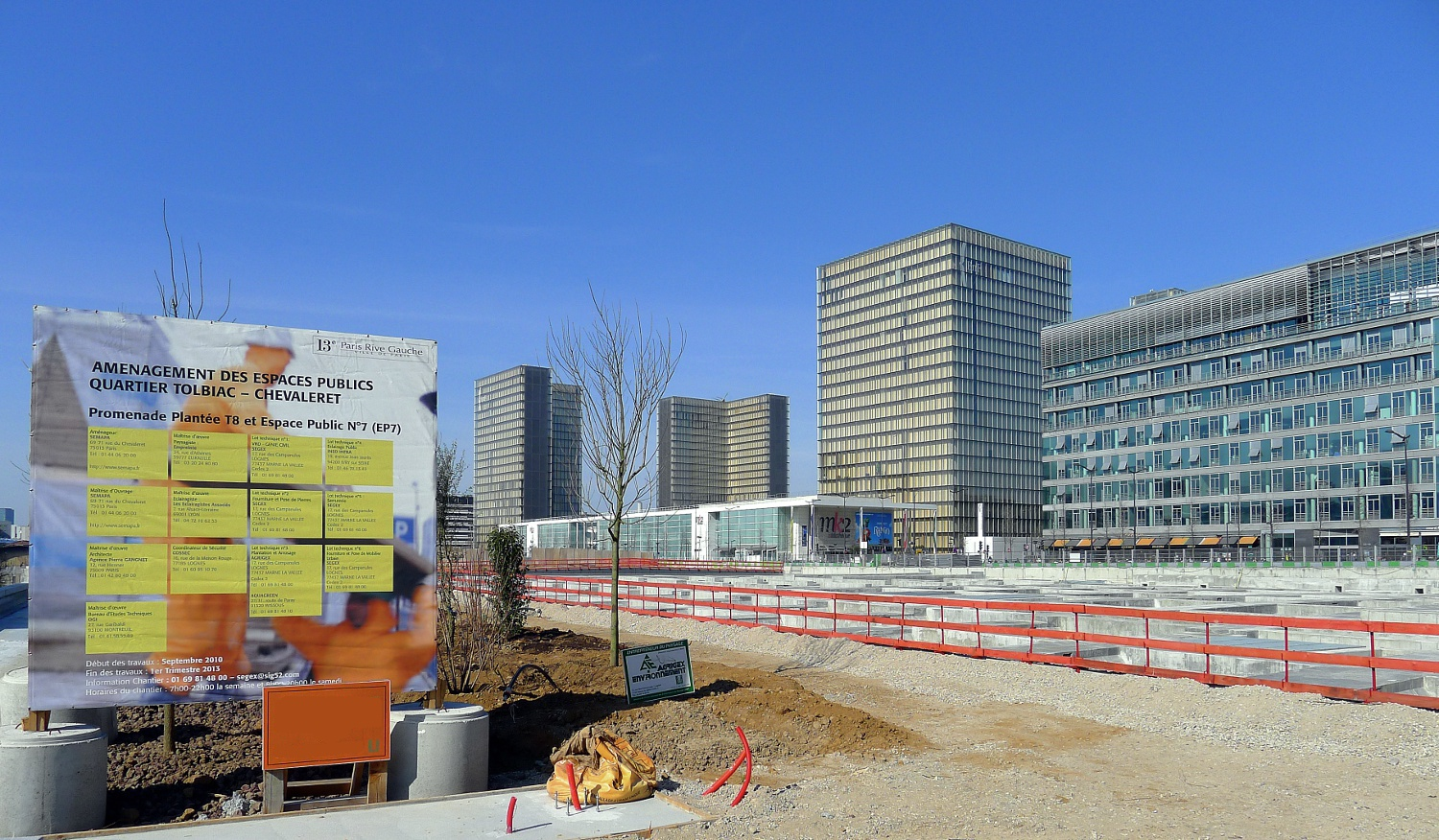
Travaux d'aménagement dans le cadre de l'opération Paris Rive Gauche.

## Bâtiments remarquables et lieux de mémoire

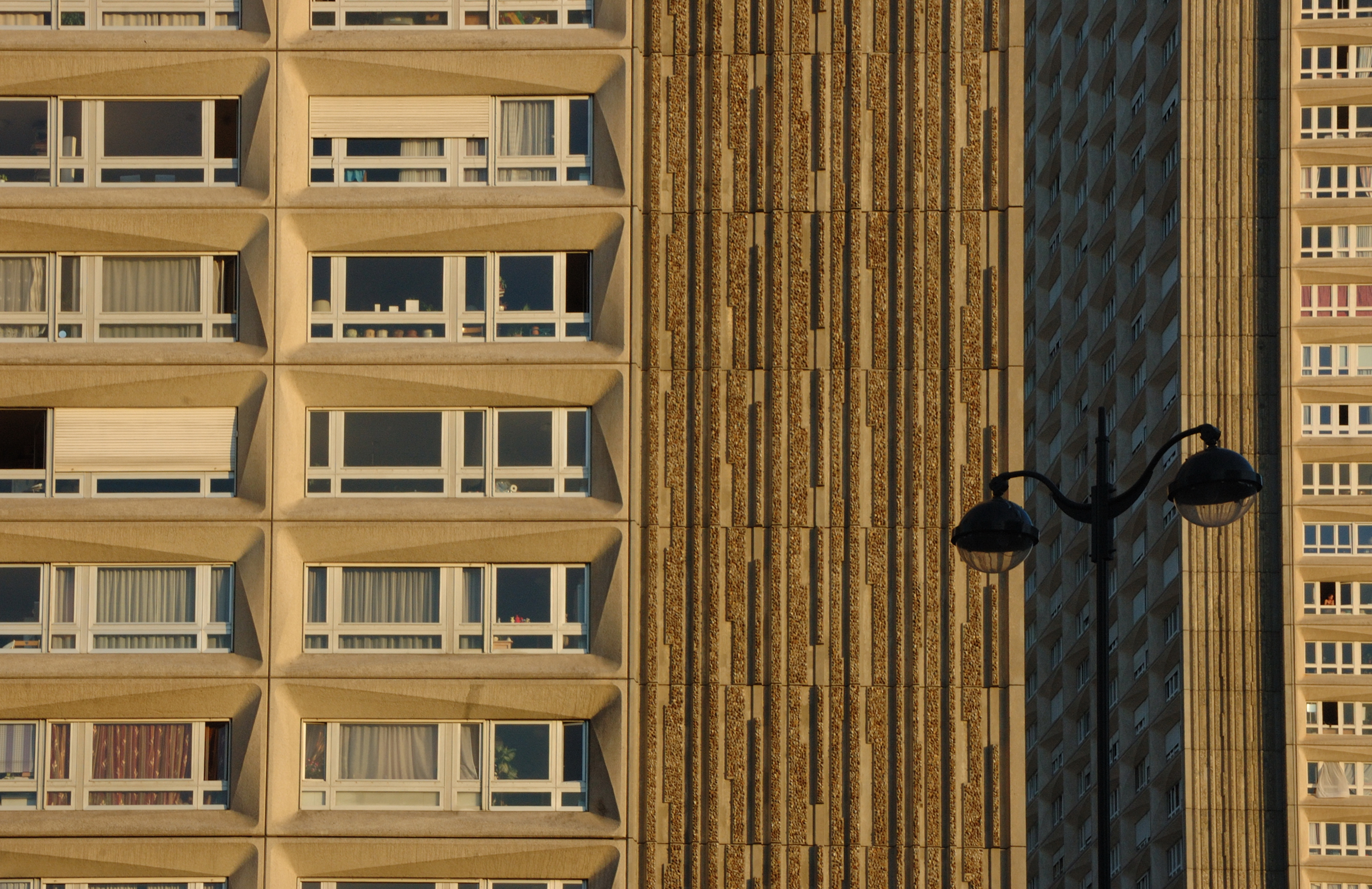
Détail des tours d’habitations surplombant la rue de Tolbiac.
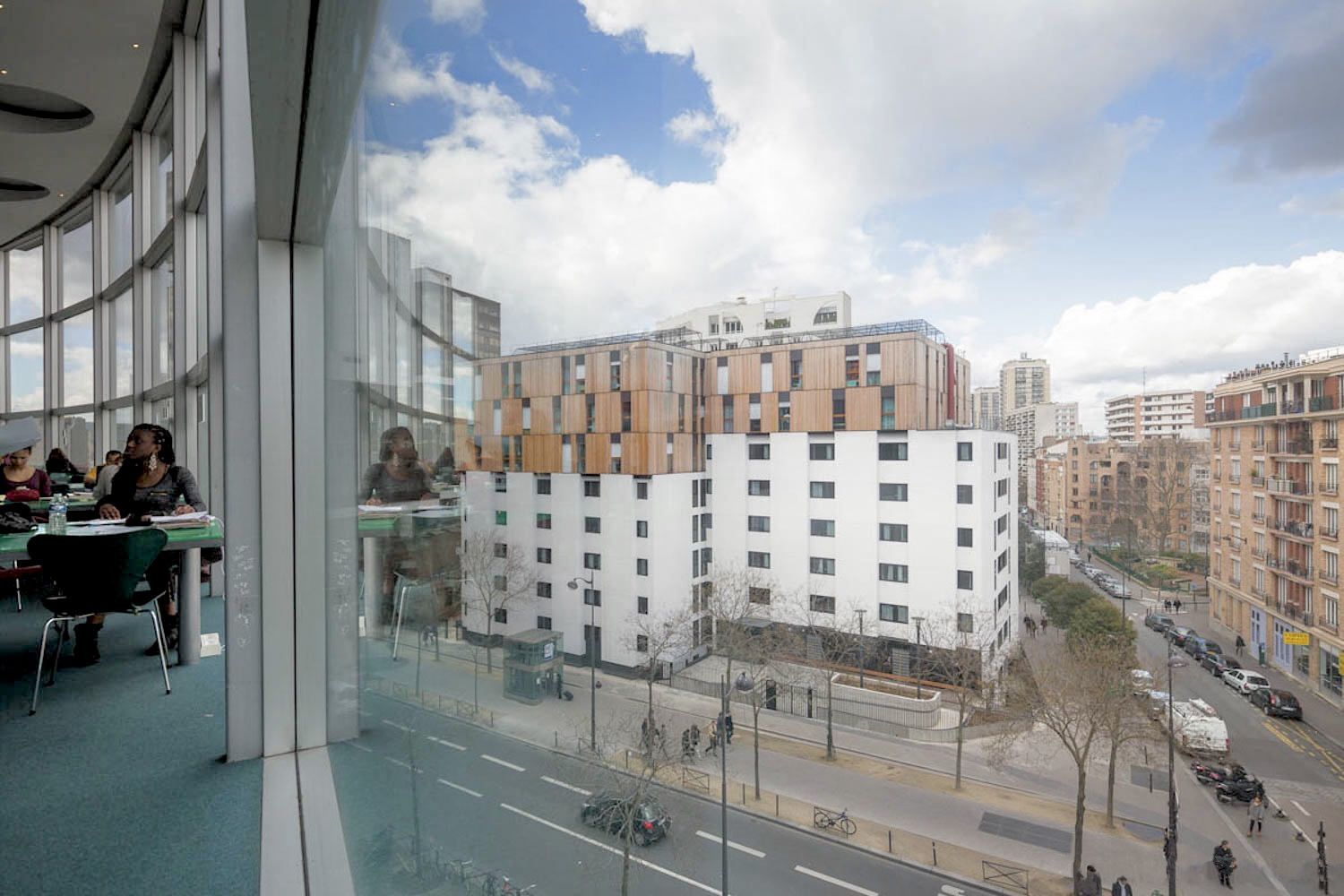
80-82 rue de Tolbiac : résidence sociale réhabilitée avec surélévation en bois par Marie Schweitzer.

- Au no 90 se trouve le centre Pierre-Mendès-France de l'université Paris-1 Panthéon-Sorbonne, couramment appelé « fac Tolbiac », dû aux architectes Pierre Parat et Michel Andrault en 1973[9].
- Le quartier asiatique du 13e arrondissement, encore appelé « triangle de Choisy » ou « dalle des Olympiades », entre la rue Nationale et l'avenue de Choisy.
- Au croisement avec la rue Nationale se trouvent la médiathèque Jean-Pierre-Melville et la bibliothèque Marguerite-Durand.
- Le lycée Claude-Monet, au croisement avec la rue Charles-Moureu.
- L'église Sainte-Anne de la Butte-aux-Cailles, au croisement avec la rue Bobillot.
- Au no 103 se trouve la gare de Paris-Gobelins, sur l'ancienne ligne de Petite Ceinture.
- Au no 107 se trouve l'École supérieure de journalisme de Paris (ESJ).
- Au no 127 se trouvait une plaque indiquant : « La Ligue fraternelle des enfants de France a construit ici en 1908 le premier dispensaire hôpital pour enfants dénommé Marie Lannelongue, et en 1946 le premier centre d'hygiène scolaire du 13e arrondissement. En 1954, l'hôpital devient le Centre européen de cardiopathie infantile ; on y réalise la première opération de la maladie bleue, la première intervention à cœur ouvert, la première intervention à cœur arrêté. L'hôpital est maintenant installé au Plessis-Robinson ». La plaque a été retirée à l'occasion de travaux sur la façade de l'immeuble. Début 2021, elle avait disparu.
- Aux nos 164 à 172 : emplacement de l’usine d’armement qui a explosé le 20 octobre 1915[10].
- Une plaque commémorative est apposée sur l’immeuble faisant l’angle de la rue de Tolbiac et de la rue du Moulin-des-Prés.
- Au no 181 se trouvent les locaux de l'association Vaincre la mucoviscidose, fondée en 1965.
- C'est au no 200 qu'est né l'acteur Jean-Pierre Marielle, le 12 avril 1932[11].

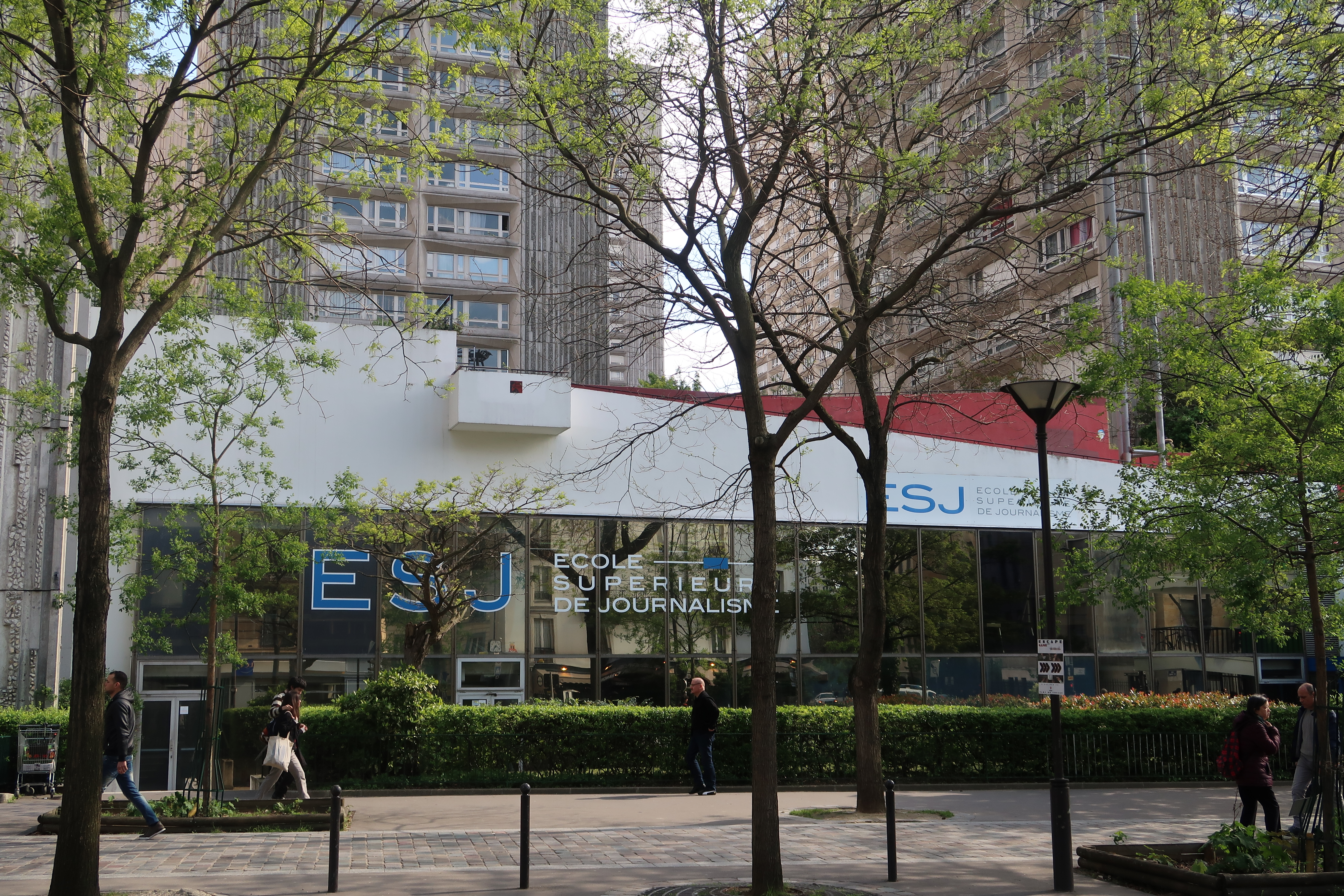
ESJ au no 107.
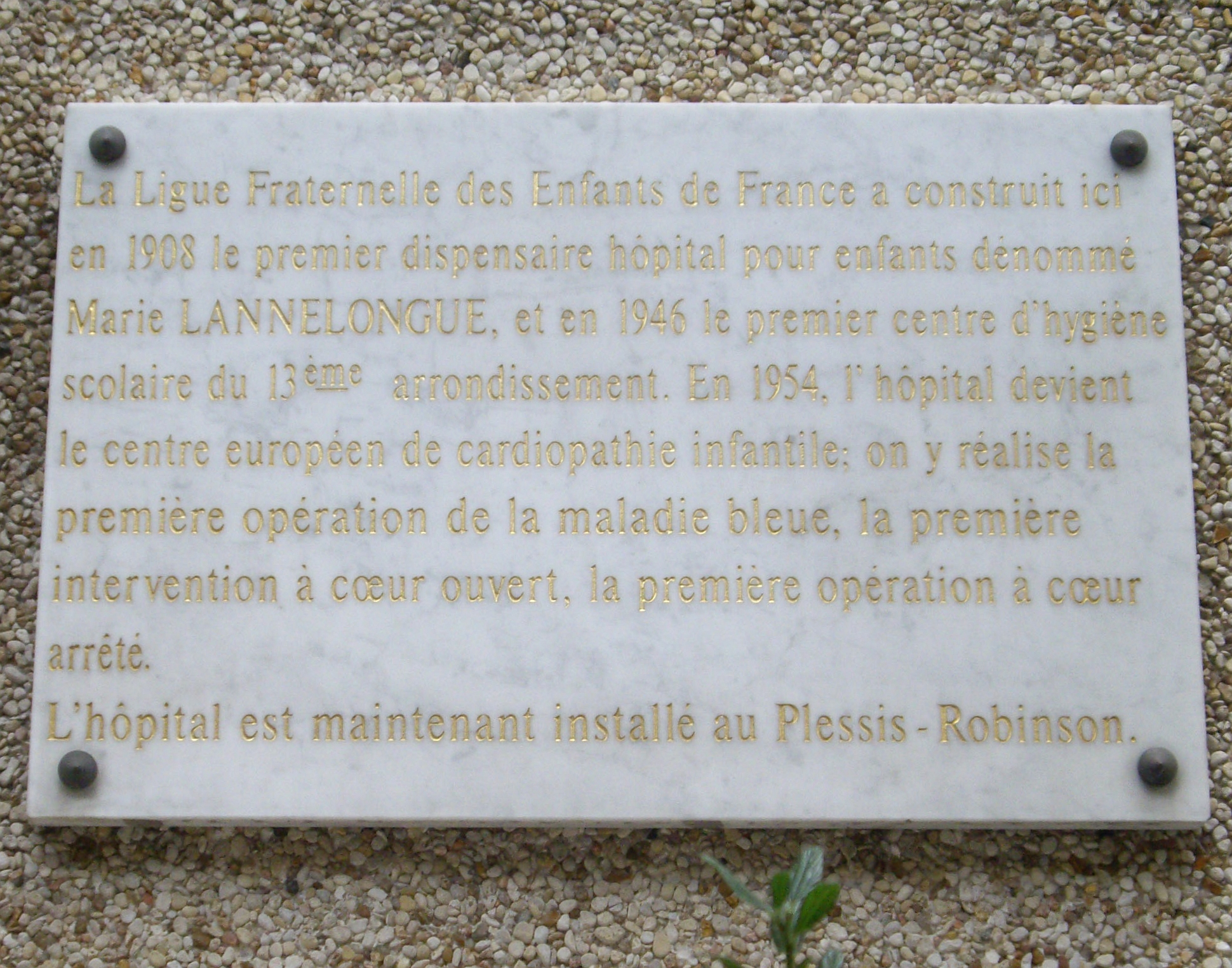
Plaque au no 127.
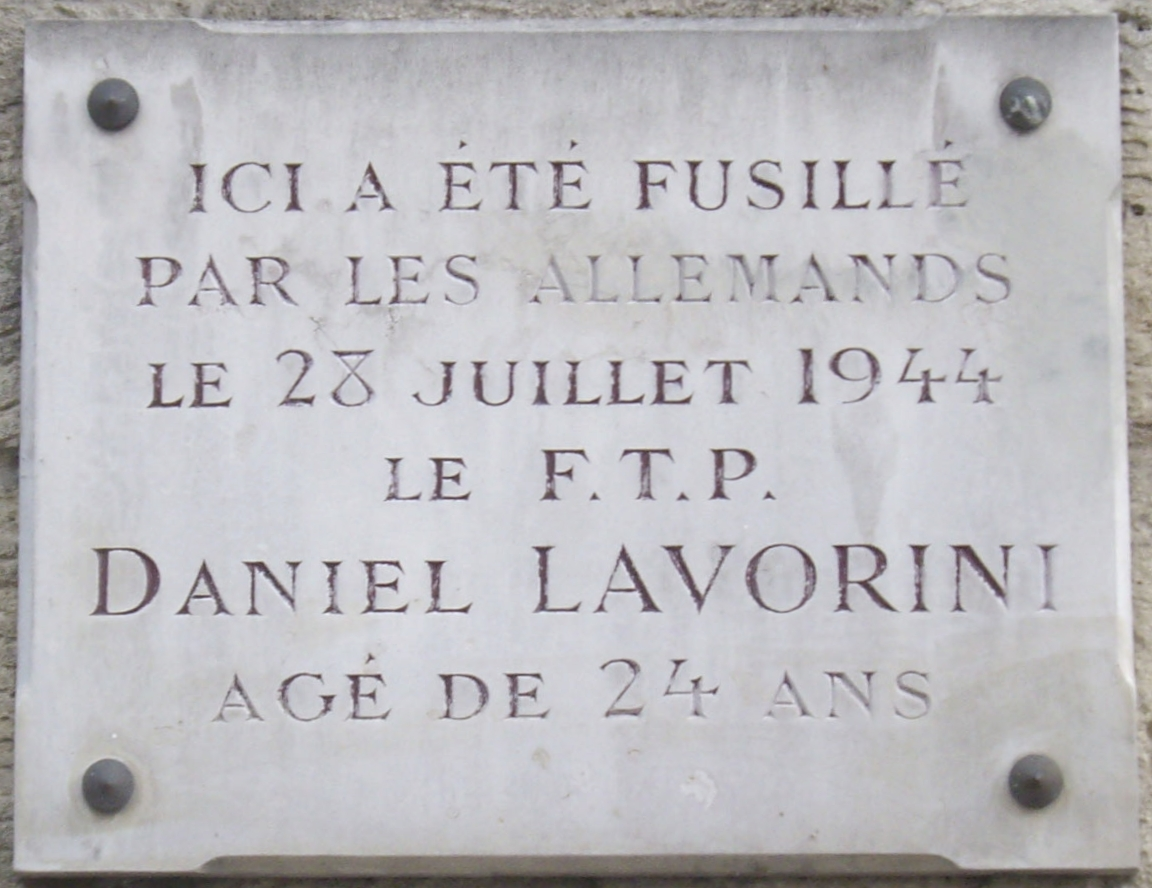
Plaque au no 153, en mémoire de Daniel Lavorini, tué par les Allemands pendant la libération de Paris (1944).
Immeuble aux n°160 et suivants.
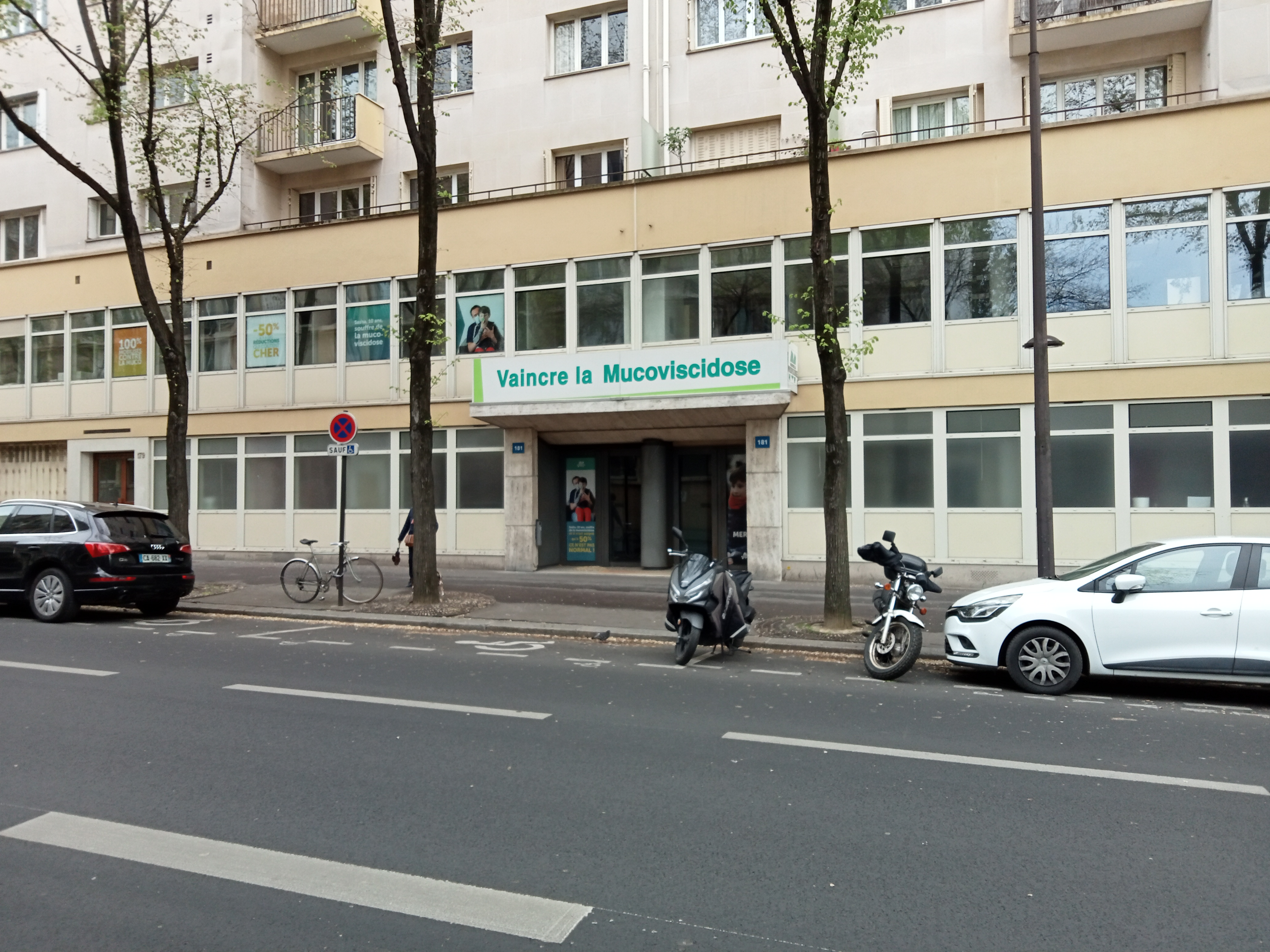
Association Vaincre la mucoviscidose au no 181.